# Гейлі Беннетт
Гейлі Лорейн Кілінг (англ. Haley Loraine Keeling), професійно відома як Гейлі Беннетт (англ. Haley Bennett; нар. 7 січня 1988, Форт-Маєрс, Флорида, США) — американська акторка.

## Біографія
Народилася в Форт-Маєрсі, Флорида, США. Вона виховувалась тільки батьком неподалік лісів у Огайо. Батько був мисливцем і навчив дівчинку цього.

## Кар'єра
Дебютувала Беннет як акторка у 2007. Вона отримала роль у романтичній комедії «Від музики до кохання один крок», зігравши співачку. У цьому фільмі вона грала разом з Г'ю Ґрантом і Дрю Беррімор. У наступному році Гейлі зіграла в комедії про студентів «Коледж». Також у неї була головна роль підлітка у фільмі жахів «Примари Моллі Гартлі» та невелика поява в драмедії «Марлі та я». Потім акторка зіграла в фільмі жахів «Брама». У 2010 за участю Беннетт виходить два проєкти: фентезійна комедія «Ба-бах!» та драма «Загублена Аркадія». Після роботи в незалежній драмі «Глибокий сніг», у неї були ролі в драмі «Після падіння», фільмі жахів «Крісті».
У науково-фантастичній стрічці «Праведник» Беннетт виконала роль науковця Естель. У фільмі про архітектора та письменника Волтера Стакгауза (Патрік Вілсон) вона зіграла Еллі. Також Гейлі зіграла в вестерні «Чудова сімка», мелодрамі «Правила не застосовуються». 2016 року вийшла екранізація трилера Тейта Тейлора «Дівчина у потягу», де Беннетт зіграла разом з такими кінозірками, як Ребекка Фергюсон, Емілі Блант, Джастін Теру та Люк Еванс.

## Фільмографія

### Фільми
| Рік  | Назва                             | Оригінальна назва               | Роль            | Примітки |
| ---- | --------------------------------- | ------------------------------- | --------------- | -------- |
| 2007 | «Від музики до кохання один крок» | Music and Lyrics                | Кора Кормен     |          |
| 2008 | «Коледж»                          | College                         | Кенделл         |          |
| 2008 | «Примари Моллі Хартлі»            | The Haunting of Molly Hartley   | Моллі Гартлі    |          |
| 2008 | «Марлі та я»                      | Marley & Me                     | Ліза            |          |
| 2009 | «Брама»                           | The Hole                        | Джулі Кеммпбелл |          |
| 2010 | «Ба-бах!»                         | Kaboom                          | Стелла          |          |
| 2010 | «Загублена Аркадія»               | Arcadia Lost                    | Шарлотта        |          |
| 2013 | «Глибокий сніг»                   | Deep Powder                     | Наташа          |          |
| 2014 | «Після падіння»                   | After the Fall                  | Рубі            |          |
| 2014 | «Крісті»                          | Kristy                          | Джастін Віллз   |          |
| 2014 |                                   | Lost in the White City          | Єва             |          |
| 2014 | «Праведник»                       | The Equalizer                   | Менді           |          |
| 2015 | «Хардкор»                         | Hardcore Henry                  | Естель          |          |
| 2016 | «Особливий злочин»                | A Kind of Murder                | Еллі            |          |
| 2016 | «Чудова сімка»                    | The Magnificent Seven           | Емма Каллен     |          |
| 2016 | «Дівчина у потягу»                | The Girl on the Train           | Меган Гіпвелл   |          |
| 2016 | «Правила не застосовуються»       | Rules Don't Apply               | Мемі Мерфі      |          |
| 2017 | «Відважні»                        | Thank You for Your Service      | Саскія Шуманн   |          |
| 2019 | «Ковтай»                          | Swallow                         | Гантер Конрад   |          |
| 2019 |                                   | The Red Sea Diving Resort       | Рейчел Рейтер   |          |
| 2020 | «Диявол завжди тут»               | The Devil All The Time          | Шарлотта Рассел |          |
| 2020 | «Сільська елегія»                 | Hillbilly Elegy                 | Ліндсей         |          |
| 2021 | «Сірано»                          | Cyrano                          | Роксана         |          |
| 2022 |                                   | She Is Love                     | Патрісія        |          |
| 2024 | «Бордерлендс»                     | Borderlands                     | мати Ліліт      |          |
| 2024 | «Шлях до слави: Лянча проти Ауді» | Race for Glory: Audi vs. Lancia | журналістка     |          |
| 2024 | «Найщасливіша людина в Америці»   | The Luckiest Man in America     | Патрісія        |          |